# 鷲

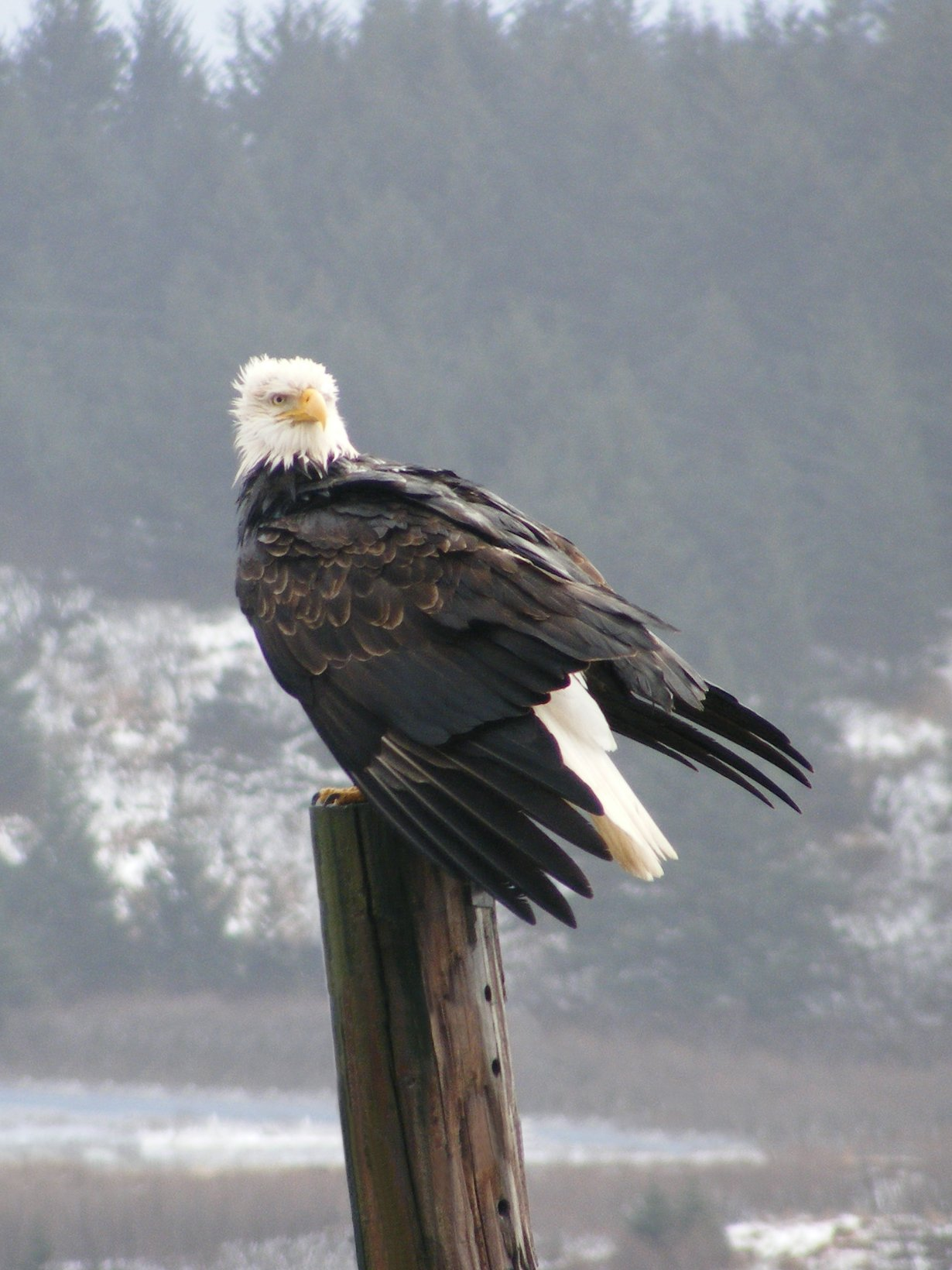
ハクトウワシ

鷲（わし）とは、タカ目タカ科に属する鳥のうち、オオワシ、オジロワシ、イヌワシ、ハクトウワシなど、比較的大きめのものを指す通称である。タカ科にて、比較的大きいものをワシ、小さめのものをタカ（鷹）と呼ぶが、明確な区別はなく、慣習に従って呼び分けているにすぎない。

## 象徴としての鷲
鷲はその姿から鳥の王者とされ、信仰の対象にもなった。ローマ皇帝の紋章は鷲である。のちに東ローマ帝国が双頭の鷲を紋章とし、ロシア帝国などへ受け継がれたほか、12世紀以前からセルビアの国旗には白い双頭の鷲が描かれている。中欧・西欧ではハプスブルク家によって神聖ローマ帝国からオーストリア帝国へ双頭の鷲が受け継がれ、プロイセン王国やドイツ帝国も鷲を紋章とした。ナチス・ドイツもそれにならい、軍服や建築物の随所に鷲の意匠を施した。現在のドイツ・オーストリア両国の国章にも鷲が使われている。また、ナポレオンやイギリス王室、ポーランドなども鷲を紋章に取り入れている。
メキシコ国旗に描かれているワシは「ウィツィロポチトリの予言鷲」と呼ばれる。「蛇をくわえた鷲がサボテンの上にとまっている場所を見つけ、そこを都とせよ」という神託に従い、現在のメキシコシティに安住の地を見つけたというアステカ族の神話にちなんだものである。
アメリカ合衆国はハクトウワシを、フィリピンはフィリピンワシを国鳥としている。
鷲の尾羽は矢羽根として最高のものとされる。陸奥国の名産として朝廷や伊勢神宮の遷宮の折などに鷲の尾羽を献上したという記録が残っている。中央ユーラシアのカザフ人やキルギス人は、イヌワシを鷹狩用に馴致する習慣がある。

ドイツの国章
アメリカ合衆国の国章
セルビアの国旗
メキシコの国章
ロシアの国章
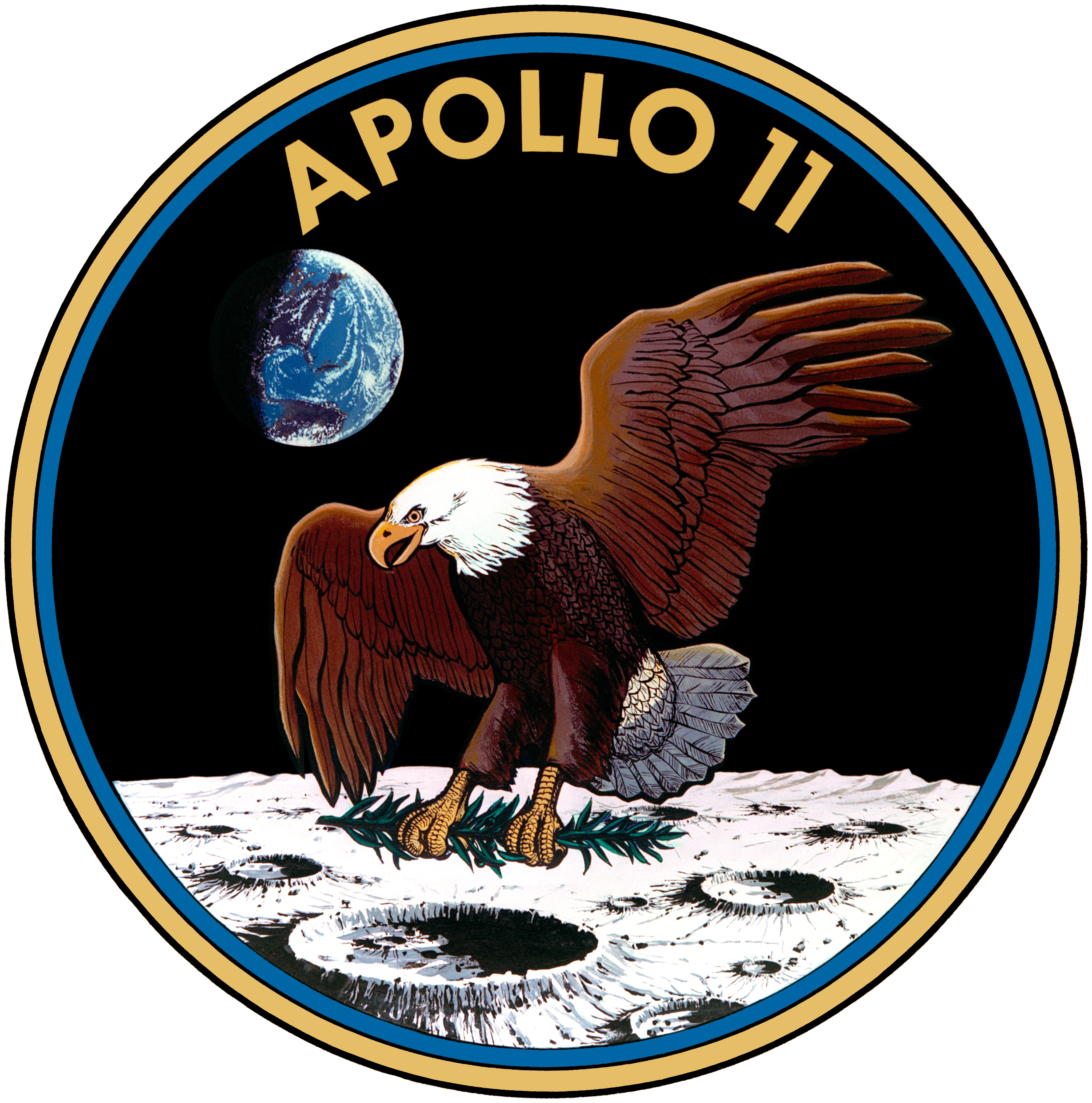
アポロ11号のミッションバッジ

## ワシの名を冠した物事
ワシは「鳥の王者」として、力強い印象を与えることから、その名を冠した様々な物事が存在する。
- ドイツやスペインなどでは、視力や観察眼に優れていることを慣用句で「鷲の目」と言う。ドイツ語では Adlerauge、スペイン語では ojo de águila。
- アメリカの戦闘機であるF-15は「イーグル」の通称で知られている。また、F-15イーグルのマルチロール戦闘爆撃機版であるF-15Eは「ストライクイーグル」の通称で知られている。
- 大韓民国東南部内陸に位置している大邱広域市では、鷲を「市の象徴する鳥」に指定している。
- 人類を初めて月に運んだアポロ11号の月着陸船の名前は「イーグル」である。
- ゴルフで、規定打数のパーより2打少なくホールに入れることを「イーグル」と呼ぶ。ちなみに3打少ないとアルバトロス（アホウドリ）と呼ぶ。
- 鼻筋が大きく突き出した鼻をワシの嘴の形から連想して「鷲鼻」と呼ぶ。
- スポーツチームではプロ野球の東北楽天ゴールデンイーグルス、アメリカンフットボールNFLのフィラデルフィア・イーグルスなどがある。
- イーグルスはアメリカのロックバンド
- 大正製薬社章。かつて鷲と幸せと言葉を掛けたイメージキャラクター「しあわし君」があった。
- 石川県の県鳥は、白山連峰に生息するイヌワシである。同県警のマスコットはいぬわし君・いぬわしちゃん。同県小松基地・306飛行隊の部隊マークは、これをデザインしたものである。
- AMCイーグルは、クロスオーバーSUVの先駆けとも言える自動車。また、現時点では最初で最後のV型8気筒エンジンを搭載したトラディショナルジープであるジープ CJ-7の上級グレード、「ゴールデンイーグル」のボンネットには大きな金色の鷲が描かれている。どちらも絶版車。
- TOTO（当時は東洋陶器）は1962年まで鷲を社章に使用していた。
- スーパー戦隊シリーズ第5作目の「太陽戦隊サンバルカン」の主役である赤（リーダー）の名前が、鷲の能力を持つバルイーグルである[注 1]。また、第49作目の50周年記念作品にあたる「ナンバーワン戦隊ゴジュウジャー」に登場するゴジュウイーグルの色は緑である。
- Garuda LinuxはワシがデザインされたLinuxディストリビューション。